# Abersfeld
Abersfeld is een plaats in de Duitse gemeente Schonungen, deelstaat Beieren.